# کانن ای‌وی۱
کانن ای‌وی۱ (به انگلیسی: Canon AV-1) یک دوربین عکاسی تک‌لنزی بازتابی ساخت شرکت کانن است.